# 750 Jahre Berlin

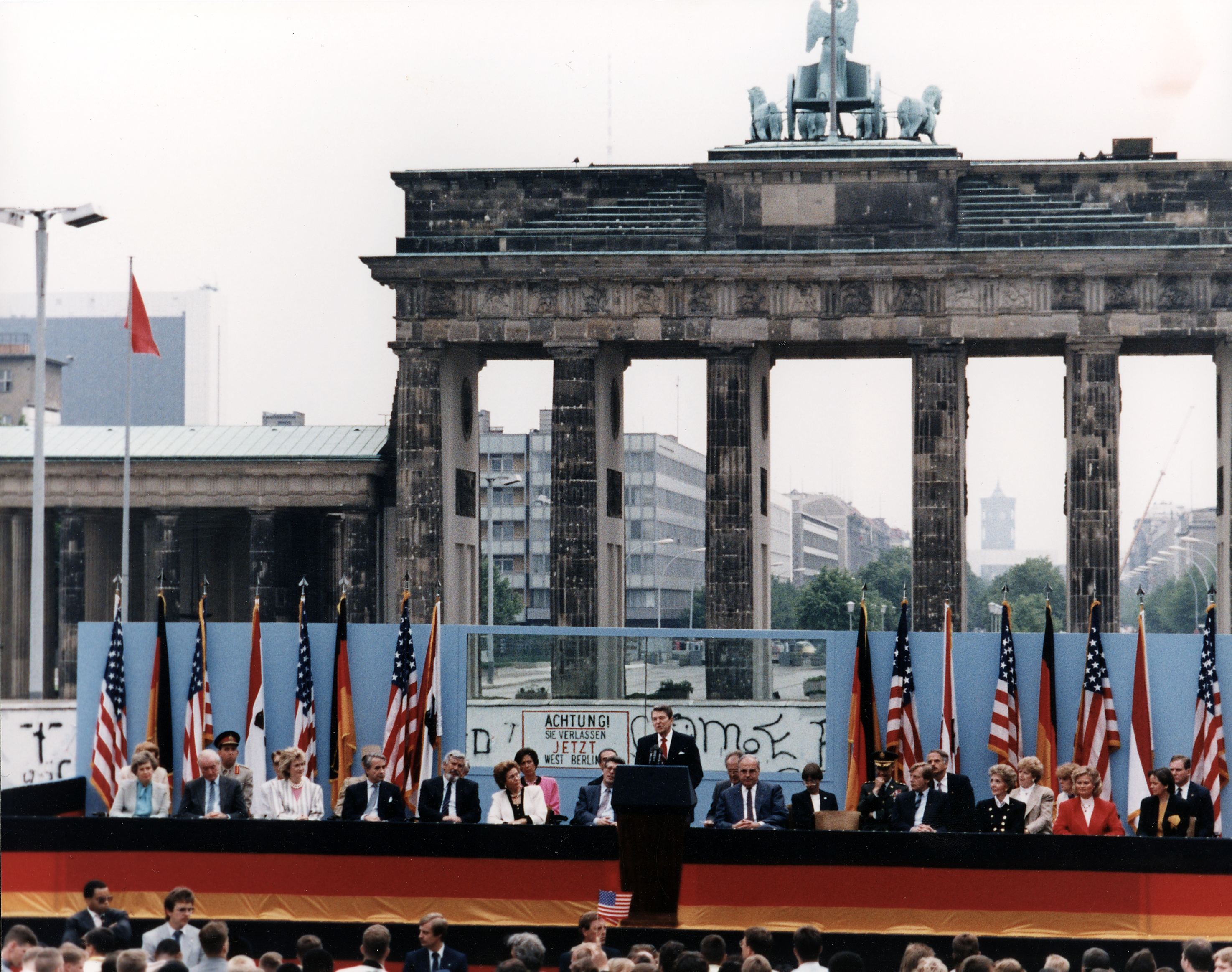
US-Präsident Ronald Reagan bei seinem Besuch in Berlin am 12. Juni 1987

Im Jahr 1987 gab es in beiden Teilen Berlins aus Anlass des 750-jährigen Bestehens der Entstehung der Stadt unter dem Motto 750 Jahre Berlin zahlreiche Veranstaltungen. Es wurden umfangreiche Restaurierungen und umfangreiche Umgestaltungen des Stadtbildes vorgenommen.
Im Rahmen der 750-Jahr-Feier fand im Februar 1987 ein Konzert in der Ost-Berliner Gethsemanekirche im Prenzlauer Berg statt, an dem sowohl der Ost-Berliner Oberbürgermeister Erhard Krack als auch der West-Berliner Regierende Bürgermeister Eberhard Diepgen als Zuhörer teilnahmen. Erst im Oktober 1987 trafen sich Krack und Diepgen zu einem kurzen Gespräch in der Ost-Berliner Marienkirche.
Im Ostteil der Stadt wurde das zerstörte Nikolaiviertel in Anlehnung an seine historische Gestalt wiedererrichtet. Die Nikolaikirche ist die älteste Kirche im Berliner Stadtzentrum.
Zu Pfingsten fand vom 6. bis 8. Juni 1987 an drei aufeinander folgenden Tagen das Concert for Berlin statt. Das Konzertgelände lag beim Reichstagsgebäude nahe der Mauer und es kam auf deren Ostseite zu Zusammenstößen zwischen jugendlichen Zuhörern der DDR und Volkspolizei. Die Tour de France startete zu Ehren des Jubiläums mit einer Einzelzeitfahretappe auf dem Kurfürstendamm. In West-Berlin wurden der Breitscheidplatz und der Rathenauplatz neu gestaltet, es entstand der Skulpturenboulevard. Historische Gebäude sind aufwendig restauriert worden, so beispielsweise der Martin-Gropius-Bau oder der Hamburger Bahnhof. Auf dem Gelände des ehemaligen Anhalter Bahnhofs wurde die Ausstellung Mythos Berlin ausgerichtet. Im alten Hotel Esplanade am Potsdamer Platz fand eine Ausstellung der Deutschen Kinemathek statt.

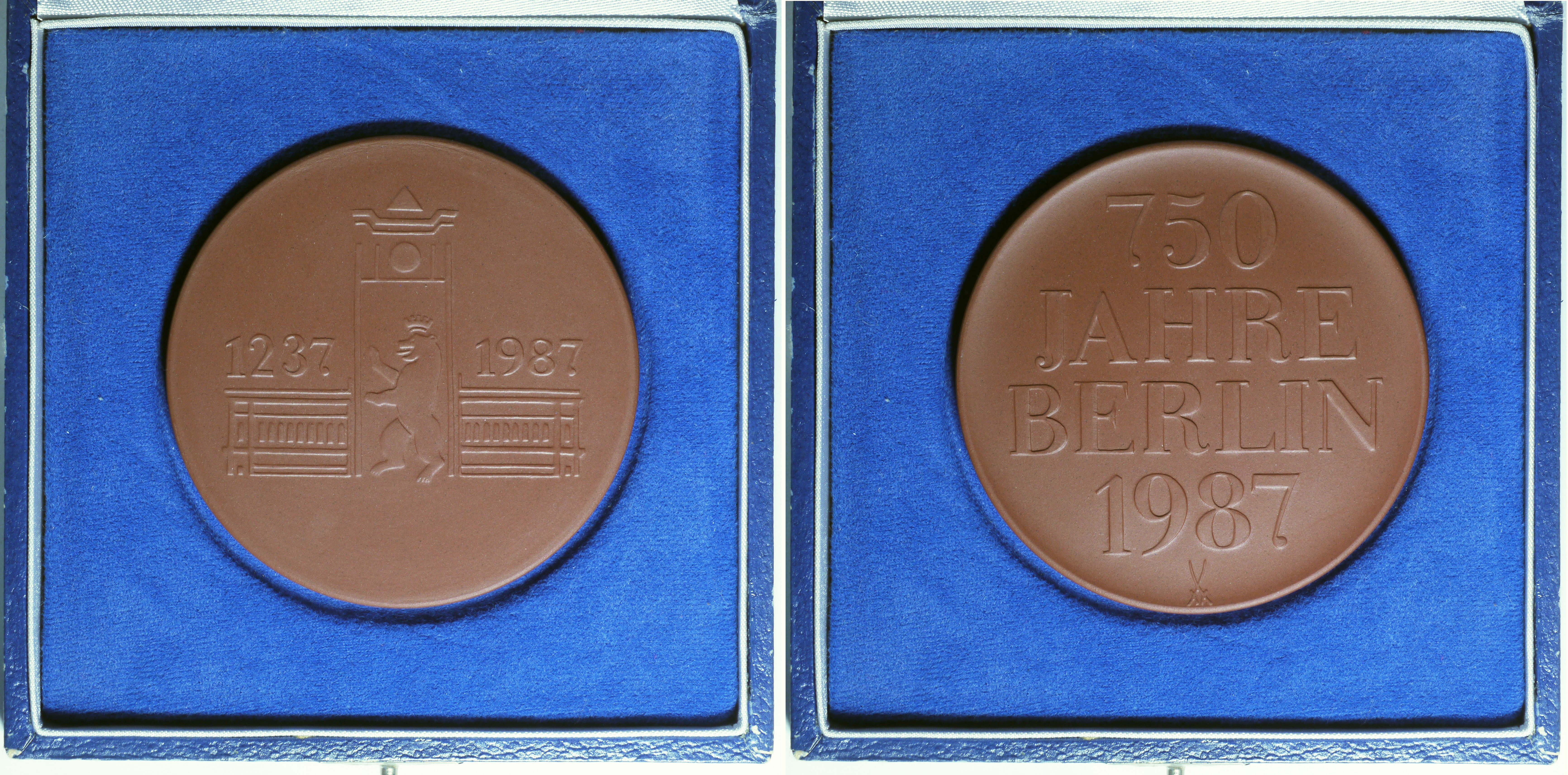
Gedenkmedaille der DDR 750 Jahre Berlin aus Böttger-Porzellan Meißen, Vorder- und Rückseite mit Etui

Neben den Briefmarken der DDR-Post und der Deutschen Bundespost Berlins gab es auch Gedenkmünzen und Medaillen der Bundesrepublik und der DDR.